# Querol
Querol è un comune spagnolo di 549 abitanti situato nella comunità autonoma della Catalogna.